# Vaňovský vodopád
Vaňovský vodopád nebo Podlešínský vodopád je primárně subsekventní vodopád lávových proudů. Nachází se v národní přírodní památce Vrkoč nad obcí Vaňov zhruba 4 km jižně od centra Ústí nad Labem.

## Charakteristika
Nachází se ve skalním kotli, který tvoří čedičové sloupy uzavírající údolí. Ty jsou výsledkem sopečné aktivity v mladších třetihorách. Z výšky 12 m zde padá Podlešínský potok a pod vodopádem protéká kamenitou sutí. Po několika stech metrech poměrně strmého koryta se poté vlévá zleva do Labe.

## Přístup
Vodopád je přístupný ze dvou směrů. Strmější východní cesta vede z obce Vaňov, volnější ale několikanásobně delší pak z centra Ústí nad Labem přes zámeček Větruše po vrstevnici. Oba přístupy jsou značené zelenou turistickou značkou.